# Christopher Tin
Christopher Tin (ur. 21 maja 1976 w Redwood City) – amerykański kompozytor, autor utworu „Baba Yetu”, wykorzystanego w grze Civilization IV z 2005 roku.

## Życiorys
Urodził się i wychował w Kalifornii. Studiował na uniwersytecie Oxford i Stanford. Na Stanford należał do zespołu taiko Stanford Taiko, dyrygował chórem Stanford Talisman oraz brał udział w wielu musicalach i koncertach chóralnych na olimpiadzie letniej w 1996 roku. W trakcie studiów dzielił pokój z twórcą gier komputerowych Sorenem Johnsonem. Ukończył szkołę w 1998 roku otrzymując licencjat w dziedzinie kompozytorskiej i literatury angielskiej. Postanowił kontynuować edukację i w 1999 otrzymał tytuł magistra w dziedzinie nauk humanistycznych. Otrzymał stypendium Fulbrighta za tworzenie muzyki filmowej, będąc jednocześnie pierwszym nagrodzonym w tej kategorii. W ramach stypendium studiował na Royal College of Music w Londynie, który ukończył z tytułem magistra muzyki z wyróżnieniem. Jest też laureatem nagrody Horovitza. Został też zwerbowany przez ambasadę USA w Londynie do skomponowania muzyki dla kwartetu smyczkowego. W 2003 roku został członkiem Sundance Institute Film Music Lab.
Kompozytor powrócił do Los Angeles i kontynuował swoją karierę tworząc muzykę do programów telewizyjnych będąc na stażu u Hansa Zimmera, kompozytora muzyki do filmów Król lew i Gladiator oraz u Joela McNeelyego przy pracy nad Mulan II. John Ottman poprosił go o skomponowanie muzyki do filmu X-Men 2 do którego stworzył kilka oryginalnych motywów. Jest także autorem „Daydream” do programu muzycznego GarageBand firmy Apple i muzyki do międzynarodowej reklamy Puma AG. Pracował nad muzyką dla telewizji. Najważniejsze to: serial Nova, History Channel i Discovery Channel.
Największy do tej pory przełom w karierze nastąpił w 2005 roku, gdy jego współlokator Soren Johnson, pracujący dla Firaxis Games jako projektant gier komputerowych, poprosił go o stworzenie motywu muzycznego dla gry Civilization IV. Christopher odpowiedział kompozycją „Baba Yetu” w wykonaniu chóru Stanford Talisman. Utwór ten to modlitwa Ojcze nasz w języku suahili. Christopher Tin jest też autorem motywu muzycznego dla gry Civilization VI zatytułowanego „Sogno di Volare”.